# Patriótica costarricense
Patriótica costarricense, llamada a veces simplemente La Patriótica, es una canción patria de Costa Rica, considerada el segundo himno nacional del país y la canción cívica más estimada de esta nación. Su música es obra del compositor costarricense Manuel María Gutiérrez Flores, autor también de la música del Himno nacional de Costa Rica, y su letra se basa en un poema del cubano Pedro Santacilia. Patriótica costarricense forma parte importante del acervo cultural costarricense y es entonada generalmente durante las celebraciones patrias del país, como la celebración de la Independencia los 15 de septiembre o las fechas de conmemoración de la Campaña Nacional de 1856-1857 (20 de marzo y 11 de abril).

## Letra
Por muchos años, se consideró desconocido al autor de la letra de la Patriótica Costarricense. Durante algún tiempo, la letra fue atribuida al periodista y músico español José Augusto Mendoza, llegado al país en 1830 y autor de algunos discursos del presidente Juan Rafael Mora Porras, así como de poesías y piezas musicales, según versión de Manuel Segura Méndez en la obra "La poesía en Costa Rica".

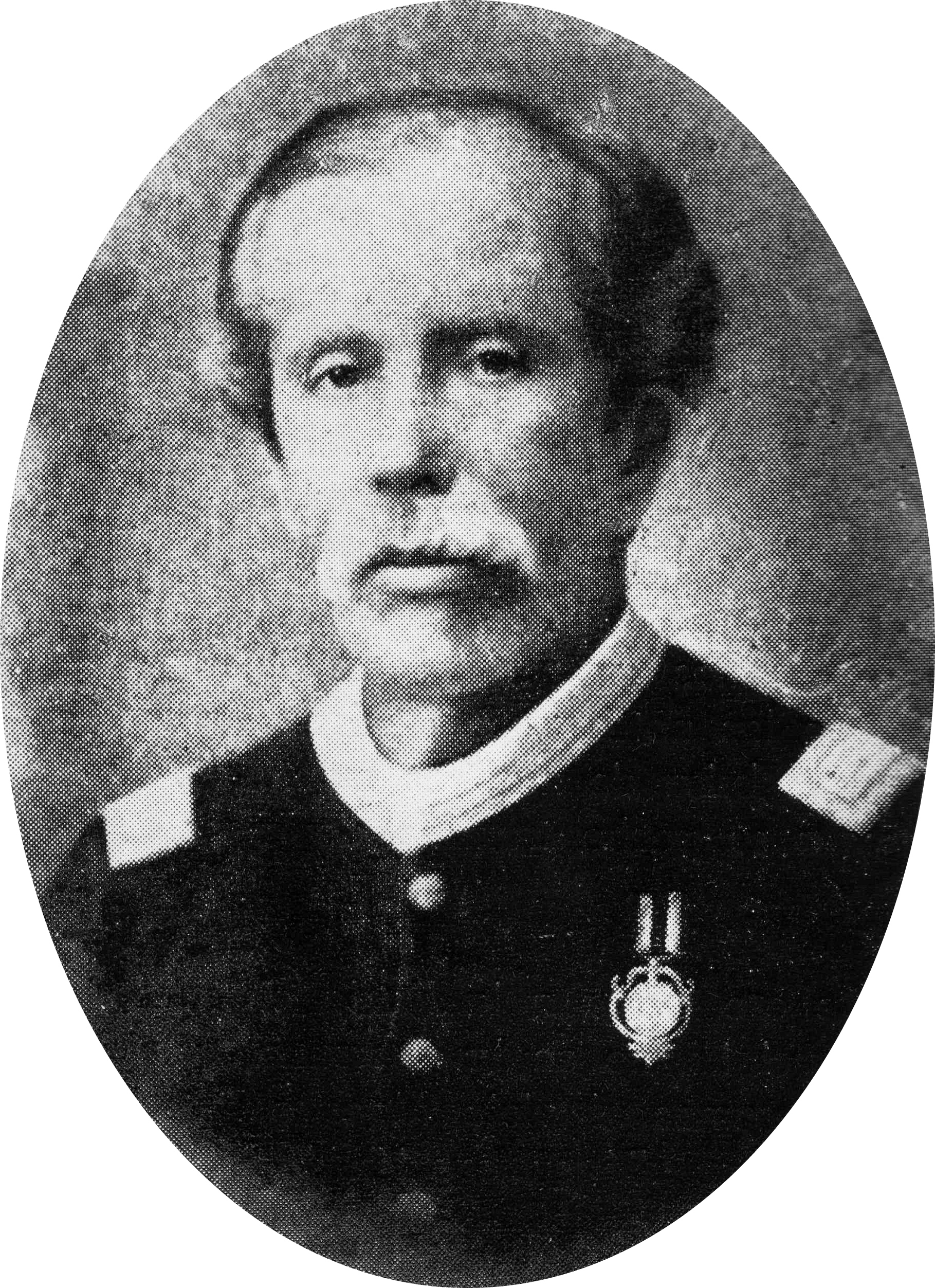
Manuel María Gutiérrez, autor de la música del Himno nacional de Costa Rica y de La Patriótica Costarricense.

En 1992, el Ministerio de Educación Pública de Costa Rica publicó el libro "Himnos de la Patria", donde atribuía la música de La Patriótica al compositor Manuel María Gutiérrez Flores, y la letra a José Augusto Mendoza, explicando la creación de la pieza como un instrumento para motivar a las tropas costarricenses que marcharon al frente de batalla durante la Campaña Nacional de 1856-1857 contra los filibusteros de William Walker. Sin embargo, en 1997, el destacado profesor costarricense Carlos Luis Altamirano puso en duda la autoría de la letra en su libro "Los símbolos nacionales de Costa Rica", al no existir pruebas para adjudicar la letra a Mendoza.
En 1999, una investigación del periodista y escritor costarricense Armando Vargas Araya develó que la letra estaba basada en el poema "A Cuba", del poeta cubano Pedro Santacilia. Vargas descubrió una líneas similares a la letra de La Patriótica en el poema "A un ruiseñor", publicado en el libro "Figuras cubanas del siglo XIX", de Salvador Bueno, durante un viaje a Río de Janeiro. Posteriormente, encontró detalles biográficos de Santacilia en la obra "Los poetas" (1930), de José Manuel Carbonell, aunque sin hallar datos sobre el poema. En sus investigaciones, Vargas descubrió que Santacilia había sido yerno y secretario personal del prócer mexicano Benito Juárez.
Luego de varias investigaciones sobre la vida de Santacilia, Vargas pudo determinar que la letra de La Patriótica estaba basado en el poema "A Cuba", dedicado por Santacilia a Matías M. Averhoff, un amigo suyo, en 1852. Vargas atribuye a la influencia de algunos patriotas cubanos que residieron temporalmente en Costa Rica, como Antonio Maceo y José Martí, como la causa de que se utilizase la letra del poema de Santacilia como base para la letra de La Patriótica Costarricense, encargándose al reconocido compositor y autor de la música del Himno nacional, Manuel María Gutiérrez, la musicalización de la pieza.
No obstante, la última estrofa de La Patriótica no aparece en el poema original de Santacilia, siendo hasta la fecha ignorado el autor de esta última parte.

## Música
Manuel María Gutiérrez Flores, autor del Himno nacional de Costa Rica, compuso la música de La Patriótica Costarricense y la estrenó en 1862 en forma de marcha, con el nombre de La Costarricense.
Posteriormente, el ritmo varió para transformarse en un vals criollo. Esta es la versión con la que se interpreta en la actualidad. Durante algún tiempo, también circuló una versión al ritmo de mazurca, titulada "Vieja Costa Rica".